# 철학적 논리학
철학적 논리학은 철학적 문제들을 풀거나 논의를 진전시키는데 사용하는 전통적인 논리적 방법론들을 가리킨다. 울프람(Sybil Wolfram)은 철학적 논리학을 주장과 의미, 진리에 관한 연구라고 강조하고 있으며, 맥긴(Collin McGinn)은 동일성, 존재, 술어적 서술, 필연성, 진리를 철학적 논리학의 주요 주제로 삼고있다.
또한 철학적 논리학은 전통적인 "고전" 논리학의 확장과 대안으로서 "비-고전적" 논리학을 다룬다. 버지스(John P. Burgess)의 Philosophical Logic, the Blackwell Companion to Philosophical Logic, 혹은 가베이(Dov M. Gabbay)와 구엔트너(Franz Guenthner)가 편집한 Handbook of Phiosophical Logic 시리즈 등의 텍스트에서 관심있게 다루어지고 있다.

## 같이 보기
- 논리학의 철학
- 심리철학
- 철학적 논리학의 저널